# Adrienne Poitras
Adrienne Poitras (1995) è un'ex sciatrice alpina canadese.

## Biografia
Attiva in gare FIS dal dicembre del 2010, la Poitras ha esordito in Nor-Am Cup il 13 marzo 2008 in slalom gigante a Mont Garceau, senza concludere la gara. Si è ritirata al termine della stagione 2018-2019 e la sua ultima gara in carriera è stata uno slalom gigante FIS disputato il 30 marzo a Stoneham, chiuso dalla Poitras al 29º posto; non ha debuttato in Coppa del Mondo né preso parte a rassegne olimpiche o iridate.

## Palmarès

### Nor-Am Cup
- Miglior piazzamento in classifica generale: 42ª nel 2018

### South American Cup
- Miglior piazzamento in classifica generale: 13ª nel 2015
- 1 podio:
  - 1 secondo posto

### Campionati canadesi
- 1 medaglia:
  - 1 bronzo (supergigante nel 2014)